# Virginia 500 1958
Virginia 500 1958 var ett stockcarlopp ingående i Nascar Grand National Series (nuvarande Nascar Cup Series) som kördes 20 april 1958 på den 0,5 mile (804,672 meter) långa ovalbanan Martinsville Speedway i Ridgeway söder om Martinsville i Virginia. Totalt avverkades 250 miles (321,868 km) fördelat på 500 varv. Banunderlaget var asfalt på rakorna och betong i kurvorna. Loppet vanns av Bob Welborn i en Chevrolet på tiden 4:05.27 körande för Carl Kiekhaefer. Welborns snitthastighet var 61,166 mph. Prispotten uppgick till 12 525 dollar, varav 3 640 dollar gick till segraren.

## Resultat
| Plc     | Nr  | Förare            | Team/ bilägare           | Konstruktör | Start | Varv | Ledda varv |
| ------- | --- | ----------------- | ------------------------ | ----------- | ----- | ---- | ---------- |
| 1       | 4   | Bob Welborn       | Julian Petty             | Chevrolet   | 20    | 500  | 274        |
| 2       | 44  | Rex White         | Julian Petty             | Chevrolet   | 12    | 500  | 0          |
| 3       | 7   | Jim Reed          | Jim Reed                 | Ford        | 11    | 500  | 0          |
| 4       | 41  | Whitey Norman     | Whitey Norman            | Chevrolet   | 15    | 495  | 0          |
| 5       | 98  | Marvin Panch      | John Whitford            | Ford        | 21    | 494  | 0          |
| 6       | 26  | Curtis Turner     | Holman Moody             | Ford        | 38    | 488  | 0          |
| 7       | 39  | Billy Carden      | i.u.                     | Chevrolet   | 34    | 485  | 0          |
| 8       | 46  | Jimmy Thompson    | Speedy Thompson          | Chevrolet   | 4     | 483  | 0          |
| 9       | 53  | Carl Burris       | Carl Burris              | Chevrolet   | 17    | 479  | 0          |
| 10      | 21  | Glen Wood         | Wood Brothers Racing     | Ford        | 2     | 474  | 167        |
| 11      | 42  | Lee Petty         | Petty Enterprises        | Oldsmobile  | 10    | 471  | 58         |
| 12      | 310 | Joe Lee Johnson   | S.T. Campbell            | Chevrolet   | 26    | 465  | 0          |
| 13      | 78  | Shep Langdon      | Shep Langdon             | Ford        | 30    | 460  | 0          |
| 14      | 99  | Shorty Rollins    | Shorty Rollins           | Ford        | 5     | 458  | 0          |
| 15      | 30  | Doug Cox          | Doug Cox                 | Ford        | 19    | 457  | 0          |
| 16      | 19  | Herman Beam       | Herman Beam              | Chevrolet   | 28    | 457  | 0          |
| 17      | 32  | Brownie King      | Jess Potter              | Chevrolet   | 32    | 456  | 0          |
| 18      | 57  | Billy Rafter      | Billy Rafter             | Ford        | 25    | 453  | 0          |
| 19      | 37  | Tiny Lund         | Don Angel                | Ford        | 16    | 449  | 0          |
| 20      | 74  | L.D. Austin       | L.D. Austin              | Chevrolet   | 31    | 448  | 0          |
| 21      | 47  | Jack Smith        | Jack Smith               | Pontiac     | 13    | 446  | 0          |
| 22      | 198 | Dick Beaty        | Dick Beaty               | Ford        | 42    | 441  | 0          |
| 23      | 28  | Eddie Skinner     | Eddie Skinner            | Ford        | 14    | 437  | 0          |
| 24      | 86  | Neil Castles      | Neil Castles             | Ford        | 27    | 437  | 0          |
| 25      | 52  | Bob Walden        | Bob Walden               | Ford        | 44    | 425  | 0          |
| 26      | 50  | Ben Benz          | Bernard Friedland        | Chevrolet   | 24    | 424  | 0          |
| 27      | 62  | Frankie Schneider | Frankie Schneider        | Chevrolet   | 3     | 404  | 0          |
| 28      | 94  | Clarence DeZalia  | Clarence DeZalia         | Ford        | 39    | 404  | 0          |
| 29      | 88  | Reds Kagle        | Reds Kagle               | Chevrolet   | 18    | 329  | 0          |
| 30      | 11  | Junior Johnson    | Paul Spaulding           | Ford        | 9     | 325  | 0          |
| 31      | 12  | Joe Weatherly     | Holman Moody             | Ford        | 35    | 312  | 0          |
| 32      | 64  | Johnny Allen      | Spook Crawford           | Plymouth    | 23    | 282  | 0          |
| 33      | 76  | Larry Frank       | Larry Frank              | Chevrolet   | 6     | 267  | 0          |
| 34      | 63  | R.L. Combs        | R.L. Combs               | Ford        | 36    | 198  | 0          |
| 35      | 87  | Buck Baker        | Buck Baker Racing        | Chevrolet   | 1     | 156  | 1          |
| 36      | 97  | Barney Shore      | Barney Shore             | Chevrolet   | 7     | 154  | 0          |
| 37      | 33  | George Green      | Jess Potter              | Chevrolet   | 37    | 130  | 0          |
| 38      | 3   | Cotton Owens      | Smokey Yunick Racing     | Pontiac     | 8     | 126  | 0          |
| 39      | 17  | Fred Harb         | Fred Harb                | Mercury     | 22    | 117  | 0          |
| 40      | 31  | Jerry Draper      | Monroe Shook             | Chevrolet   | 29    | 107  | 0          |
| 41      | 89  | Chuck Hansen      | Chuck Hansen             | Chevrolet   | 46    | 77   | 0          |
| 42      | 10  | E.J. Brewer       | E.J. Brewer              | Ford        | 33    | 69   | 0          |
| 43      | 8   | Elmo Langley      | Langley-Woodfield Racing | Chevrolet   | 45    | 55   | 0          |
| 44      | 83  | Lennie Page       | Lennie Page              | Ford        | 41    | 14   | 0          |
| 45      | 81  | Eddie Pagan       | Harvey Hege              | Ford        | 43    | 4    | 0          |
| 46      | 96  | Bobby Keck        | Bobby Keck               | Chevrolet   | 40    | 3    | 0          |
| 47      | 66  | Roy Tyner         | Spook Crawford           | Plymouth    | 47    | 0    | 0          |
| Källor: |     |                   |                          |             |       |      |            |